# Aphirape flexa
Aphirape flexa là một loài nhện trong họ Salticidae.
Loài này thuộc chi Aphirape. Aphirape flexa được María Elena Galiano miêu tả năm 1981.